# Agatha All Along
Agatha All Along là một bộ phim truyền hình ngắn tập Mỹ do Jac Schaeffer tạo ra cho dịch vụ trực tuyến Disney+, dựa trên nhân vật của Marvel Comics là Agatha Harkness. Bộ phim dự kiếm là phim truyền hình thứ 12 của Vũ trụ Điện ảnh Marvel (MCU) do Marvel Studios sản xuất, có nội dung liên kết tính chia sẻ với các phim khác thuộc nhóm đồng thời là hậu truyện của WandaVision (2021). Schaeffer viết kịch bản cho bộ phim, phim cũng được đồng sản xuất bởi 20th Television.
Kathryn Hahn trong phim đảm nhận vai Agatha Harkness từ WandaVision, với Debra Jo Rupp cũng đóng vai chính. Quá trình phát triển của bộ phim bắt đầu vào tháng 10 năm 2021, với sự tham gia của Schaeffer và Hahn, và phim đã được chính thức công bố vào tháng sau. Bộ phim có tựa đề Agatha: Coven of Chaos vào tháng 7 năm 2022, với Schaeffer và Gandja Monteiro làm đạo diễn vào cuối năm 2022. Quá trình quay phim đã bắt đầu vào giữa tháng 12 năm 2022 trước khi bị gián đoạn cho đến đầu tháng 1 năm 2023, tại Trilith Studios ở Atlanta, Georgia đến đầu tháng 1 năm 2023, kéo dài đến cuối tháng 5.
Agatha All Along dự kiến ra mắt trên Disney+ vào cuối năm 2023 và bao gồm 9 tập. Phim sẽ là một phần của Giai đoạn 5 MCU.

## Vai diễn và nhân vật
- Kathryn Hahn trong vai Agatha Harkness: Một phù thủy mạnh mẽ đã giả dạng thành "Agnes" - người hàng xóm tọc mạch của Vision và Wanda trong bộ  WandaVision.[1][2]
- Debra Jo Rupp trong vai Sharon Davis: Một cư dân Westview đóng vai "Bà Hart" trong WandaVision.[3][4]

Emma Caulfield Ford tiếp tục vai diễn từ WandaVision (2021) của cô ấy là Sarah Proctor, cư dân của Westview, New Jersey. Joe Locke, Aubrey Plaza, Ali Ahn, Maria Dizzia, Sasheer Zamata, và Patti LuPone vào các vai chưa được tiết lộ.

## Sản xuất

### Giai đoạn phát triển
Vào tháng 8 năm 2019, tại hội nghị hai năm một lần của Disney D23 , Kathryn Hahn được công bố sẽ đảm nhận vai Agnes, Wanda Maximoff và hàng xóm của Vision trong loạt phim WandaVision (2021) của Marvel Studios Disney+. Tập thứ bảy của loạt phim đó tiết lộ rằng "Agnes" thực ra là Agatha Harkness , một nhân vật trong truyện tranh Marvel. Vào tháng 5, nhà văn đứng đầu WandaVision Jac Schaeffer đã ký một hợp đồng truyền hình tổng thể kéo dài ba năm với Marvel Studios và 20th Television để phát triển các dự án bổ sung cho nội dung Disney+ của hãng phim. Đến tháng 10 năm 2021, một phần phụ "hài kịch đen tối" từ WandaVision tập trung vào Hahn's Harkness đang được Marvel Studios phát triển ban đầu cho dịch vụ đó, với Schaeffer trở lại từ WandaVision với tư cách là nhà văn và nhà sản xuất điều hành. Sự tham gia của Hahn là một phần của thỏa thuận lớn hơn mà cô ấy đã ký với Marvel Studios để tiếp tục vai diễn trong các loạt phim và phim bổ sung. Trong sự kiện Disney+ Day diễn ra vào tháng sau, loạt phim chính thức được công bố với tên gọi Agatha: House of Harkness. Nó được đổi tên thành Agatha: Coven of Chaos vào tháng 7 năm 2022. Schaeffer được tiết lộ cũng sẽ đảm nhận vai trò đạo diễn của loạt phim vào tháng 11 năm đó, và Gandja Monteiro được tiết lộ cũng sẽ chỉ đạo phần sau tháng. Phim sẽ gồm 9 tập. Marvel Studios' Kevin Feige, Louis D'Esposito, và Brad Winderbaum đóng vai trò điều hành sản xuất. 20th Television đồng sản xuất bộ phim.

### Viết kịch bản
Peter Cameron, Cameron Squires, Laura Donney, và Megan McDonnell đang thực hiện bộ phim, tất cả đều trở về từ WandaVision, cùng với Laura Monti, Giovanna Sarquis, và Jason Rostovsky.

### Tuyển vai diễn
Hahn dự kiến sẽ tiếp tục vai trò của mình trong loạt phim với tiết lộ về quá trình phát triển của nó vào tháng 10 năm 2021 đã được xác nhận với thông báo chính thức của loạt phim một tháng sau đó. Emma Caulfield Ford tiết lộ vào tháng 10 năm 2022 rằng cô ấy sẽ đóng lại vai Sarah Proctor / "Dottie Jones" từ WandaVision. Vào tháng 11, Joe Locke,  Aubrey Plaza,  Ali Ahn, Maria Dizzia và Sasheer Zamata tham gia dàn diễn viên với những vai không được tiết lộ. Locke được cho là nam chính của bộ phim mà Deadline Hollywood được mô tả là "một thiếu niên đồng tính với khiếu hài hước đen tối", trong khi Plaza được cho là sẽ thể hiện một vai phản diện, còn Ahn và Dizzia được cho là sẽ thể hiện các nhân vật phù thủy. Zamata đã được đặt cho một vai định kỳ. Tháng sau, Patti LuPone tham gia dàn diễn viên, cũng được cho là phù thủy. Debra Jo Rupp được tiết lộ sẽ xuất hiện trong loạt phim vào tháng 1 năm 2023, đóng lại vai Sharon Davis / "Mrs. Hart" từ WandaVision.

### Giai đoạn quay phim
Principal photography bắt đầu vào ngày 13 tháng 12 năm 2022, tại Trilith Studios ở Atlanta, Georgia, với Schaeffer và Monteiro chỉ đạo các tập của loạt phim. Bộ phim được quay với tựa tạm thời là My Pretty. Quá trình quay phim diễn ra cho đến ngày 17 tháng 12, trước khi bị gián đoạn trong kỳ nghỉ lễ và tiếp tục vào ngày 3 tháng 1 năm 2023, dự kiến kết thúc vào cuối tháng 5.

## Phát hành
Agatha All Along sẽ phát hành trên Disney+ vào cuối năm 2023, bao gồm 9 tập phim. Bộ phim sẽ thuộc giai đoạn 5 MCU.